# NGC 83

NGC 83

NGC 83 هي مجرة تتبع كوكبة المرأة المسلسلة. اكتشفها جون هيرشل في 17 أغسطس 1828.

## روابط خارجية
- NGC 83 على موقع ويكي سكاي: DSS2, SDSS, GALEX, IRAS, Hydrogen α, X-Ray, Astrophoto, Sky Map, Articles and images